# Emprovador

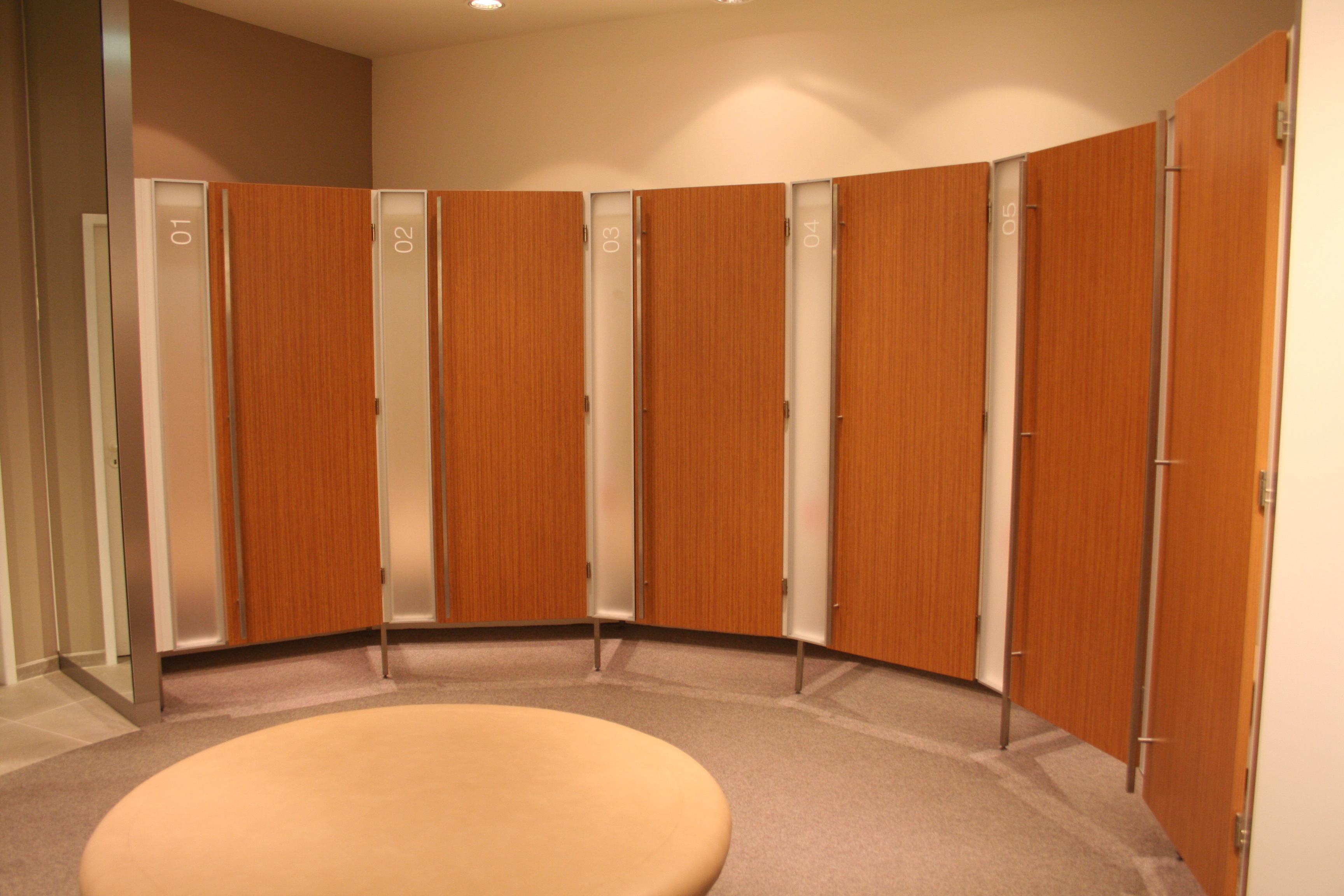
Conjunt d'emprovadors a aun magatgem de Copenhague.

Un emprovador és una habitació destinada a canviar-se de roba en els establiments comercials.
Els emprovadors es troben en tendes de roba en les quals s'estima convenient provar-se les peces abans de comprar-les. D'aquí, el seu nom. El seu objecte és el de preservar la intimitat dels clients mentre s'estan desvestint. Així doncs és comú trobar emprovadors en camiserías, grans magatzems i tendes de roba en general. però no així en sabateries, sombrererías i altres establiments en els quals no és necessari despullar-se per realitzar la prova.
Els emprovadors són estades individuals que consten d'almenys un mirall de grans dimensions i diversos penjadors fixos per penjar la roba. Poden explicar també amb banquetas o altres petits mobles i es tanquen mitjançant una porta o una cortina corredissa. Estan situats al fons de l'establiment en un punt apartat i discret.

## Història

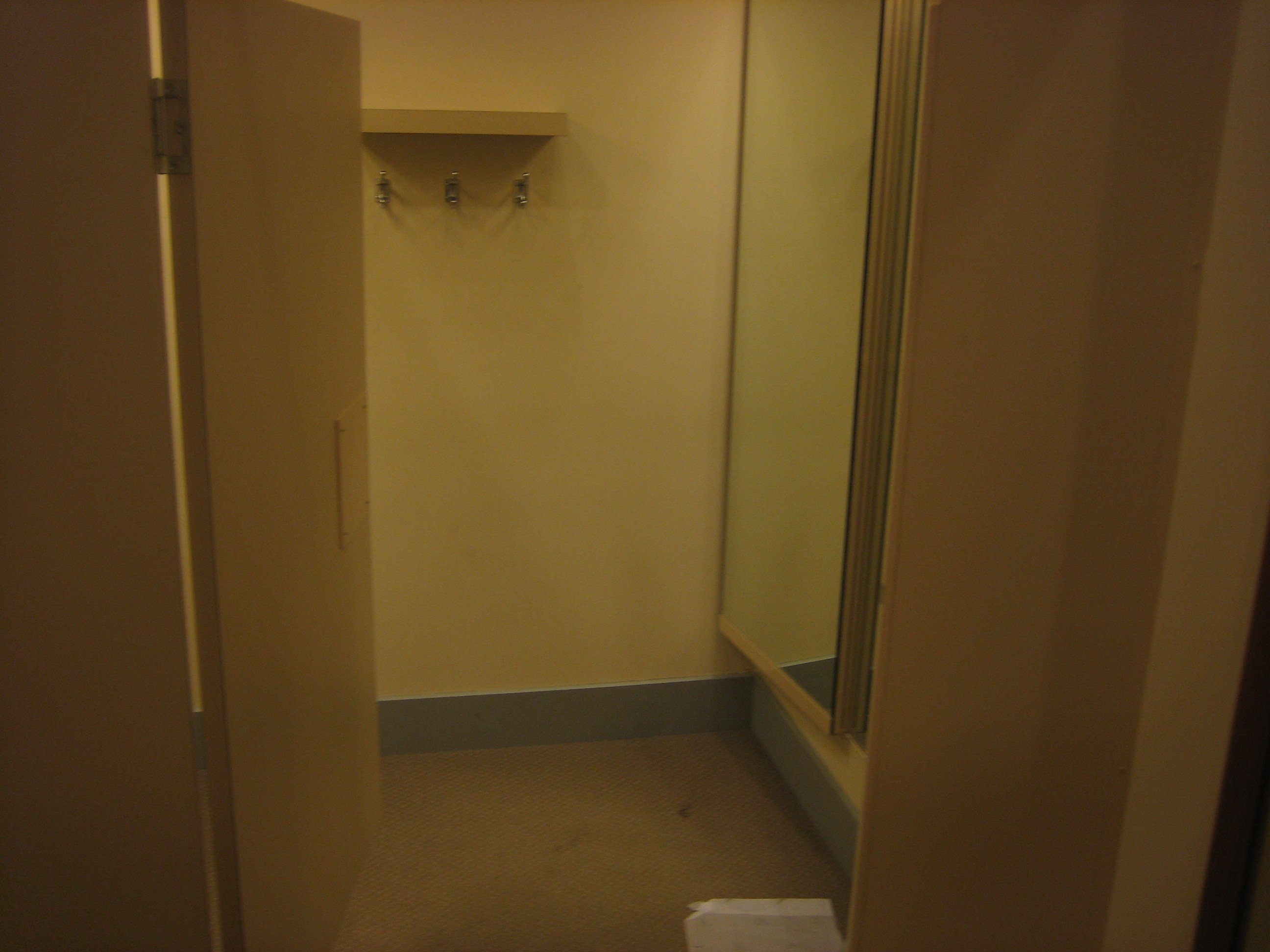
Emprovador

Sembla que els primers emprovadors van aparèixer amb la difusió dels grans magatzems. Émile Zola va descriure la seva existència en la seva novel·la Au Bonheur donis Dames (1883), assenyalant que estaven prohibits per a homes. Alguns anys més tard, quan Henri Gervex, que va pintar Jeanne Paquin en 1906, ja no ocorria això.
En qualsevol cas, Buster Keaton va treballar en un en la pel·lícula muda americana pel·lícula de 1928 The Cameraman.

## Emprovadors virtuals
En el futur és possible que es generalitzin els emprovadors en els quals no és necessari col·locar peces reals sobre el cos per conèixer el seu efecte. Això és possible a través de la part de la realitat virtual denominada realitat augmentada que es crea en afegir a elements reals, uns altres que són virtuals Una altra opció consisteix a escanejar el cos i mostrar-ho en tres dimensions en un ordinador. Després, es col·loquen lliurement les peces d'un catàleg sobre el cos virtual, tal com es pot veure en el Museu de les Ciències Príncep Felipe de la Ciutat de les Arts i les Ciències de València. Les venttajas d'aquestes tecnologies és que es pot provar gran quantitat roba en poc temps i sense necessitat de tenir-la disponible al moment. A més, es poden testar gran nombre de variacions en estampats i textures amb la finalitat de triar la més adequada.